# Creedia partimsquamigera
Creedia partimsquamigera är en fiskart som beskrevs av Nelson, 1983. Creedia partimsquamigera ingår i släktet Creedia och familjen Creediidae. Inga underarter finns listade i Catalogue of Life.